# آن تایلر
آن تایلر (به انگلیسی: Anne Tyler) رمان‌نویس، داستان‌نویس و منتقد ادبی آمریکایی و برنده جایزه پولیتزر برای داستان در سال ۱۹۸۹ است.

## زندگی
آن تایلر در ۲۵ اکتبر سال ۱۹۴۱ در مینیاپولیس، مینه‌سوتا به دنیا آمد. پدرش لوید پری و مادرش فیلیس ماهون از اعضای جامعه مذهبی کواکرها بودند. آن سال‌های اولیه زندگیش را در کارولینای شمالی و در جوامع مختلف کواکر سپری کرد. تایلر در ۱۶ سالگی از دبیرستان فارغ‌التحصیل شد و کالج سوارثمور را برای ادامه تحصیل انتخاب کرد، اما چون پدر و مادر توان تأمین مخارج ۴ فرزند خویش را نداشتند بنابراین با استفاده از کمک هزینه تحصیلی به دانشگاه دوک رفت و آنجا وارد کلاس درس رینولدز پرایس شد و به آموختن روش‌های نویسندگی خلاق پرداخت. چندی بعد در کلاس دیگری در همین زمینه تحت آموزش ویلیام بلک برن قرار گرفت.

## زندگی شخصی
در سال ۱۹۶۳ آن تایلر با تقی مدرّسی ازدواج کرد. مدرسی که ۱۰ سال از او بزرگتر بود در آمریکا مشغول تحصیل بود. آن‌ها در دانشگاه دوک با هم آشنا شدند و علاقه به ادبیات سبب شد که بیشتر به یکدیگر نزدیک شوند. پس از ازدواج و به علت پایان یافتن اعتبار ویزای اقامت مدرسی در آمریکا، به مونترال کانادا نقل مکان کردند و پس از این که در سال ۱۹۶۷ مدرسی به استخدام دانشگاه مریلند درآمد به آمریکا بازگشتند. مدرسی در سال ۱۹۹۷ به علت سرطان درگذشت.

تیلر و مدرسی دو فرزند دختر به نام‌های تژ و میترا دارند. تژ عکاس است و میترا تصویرگری کتاب انجام می‌دهد.

## سبک نوشتاری، تأثیرات و فلسفه ادبی
رمان‌های آن تایلر را نویسندگان، پژوهشگران و منتقدان حرفه‌ای بسیاری مورد بررسی و تحلیل قرار داده‌اند.

### طبقه‌بندی آثار
آن تایلر به عنوان نویسندهٔ جنوبی یا نویسنده مدرن آمریکایی شناخته شده است. دسته‌بندی جنوبی احتمالاً به دلیل رشد و تحصیل او در جنوب آمریکا و همچنین تأثیرپذیری او از نویسندگان مشهور جنوب مانند یودورا ولتی و رینولدز پرایس شکل گرفته است.
با این حال، کاتا پولیت، شاعر و نویسنده، طبقه‌بندی آثار تایلر را دشوار می‌داند. او معتقد است که رمان‌های تایلر از نظر حس قوی خانواده و مکان، ویژگی‌های ادبیات جنوبی را دارند، اما از علاقه به خشونت و فضای گوتیک که معمولاً در ادبیات جنوبی دیده می‌شود، در آنها خبری نیست. او همچنین می‌گوید که سبک مدرن نوشتاری تایلر، عمیقاً معاصر است، اما چون در داستان‌هایش به زمان حال اشارهٔ مستقیمی ندارد، بیشتر آن‌ها می‌توانستند در دهه‌های ۱۹۲۰ یا ۱۹۳۰ هم رخ دهند.

آن تایلر خودش را نویسنده‌ای نمی‌داند که حول محور مضمون بنویسد. او در این‌باره می‌گوید:
«من به کارم از نظر مضمون فکر نمی‌کنم. تنها سعی دارم داستان بگویم.»

او ادامه می‌دهد:
«اگر سؤالات بزرگ زندگی در رمان‌هایم مطرح می‌شوند، این اتفاقی است و نه الزاماً دلیلی برای نوشتن داستان. این‌ها یا سؤالاتی هستند که ذهن شخصیت‌هایم را درگیر کرده‌اند، یا در مواردی نادری، مسائلی که شاید در زندگی خودم هم در همان لحظه جریان دارند، حتی اگر کاملاً از آن‌ها آگاه نباشم. پاسخ‌ها، اگر پاسخی باشد، از تجربه شخصیت‌ها می‌آیند، نه از من، و گاهی خودم هم با شگفتی از دور به آن‌ها نگاه می‌کنم.»

## ترجمه به فارسی
از آن تایلر کتابهای وقتی که بزرگ بودیم، حفره‌ای تا آمریکا و مرگ مورگان توسط کیهان بهمنی و کتاب نقب زدن به آمریکا توسط گلی امامی به فارسی ترجمه و چاپ شده است. همچنین کتاب درسهای تنفس، با عنوان نفس عمیق، به ترجمه امین حسینیون و کتاب قرقرهٔ آبی، تحت عنوان «این خانه مال من است» توسط شبنم سمیعیان به فارسی ترجمه و چاپ شده است.
- اگر صبح بیاید (۱۹۶۴)
- درخت قوطی حلبی (۱۹۶۵)
- A Slipping-Down Life
- کوک‌کننده ساعت (۱۹۷۲)
- هدایت آسمانی (۱۹۷۴)
- Searching for Caleb
- اموال دنیوی (۱۹۷۷)
- مرگ مورگان (۱۹۸۰)
- شام در رستوران دلتنگی (۱۹۸۲)
- جهانگرد اتفاقی (۱۹۸۵)
- Breathing Lessons
- Saint Maybe
- نردبان سال‌ها (۱۹۹۵)
- سیاره چهل‌تکه (۱۹۹۸)
- وقتی بزرگ بودیم (۲۰۰۱)
- ازدواج غیرحرفه‌ای (۲۰۰۴)
- نقب زدن به آمریکا (۲۰۰۶)
- قطب‌نمای نوح (۲۰۱۰)
- وداع با تازه‌کارها (۲۰۱۲)
- قرقره آبی (۲۰۱۵)